# گواپیمیریم
گواپیمیریم (به پرتغالی: Guapimirim) یک منطقهٔ مسکونی در برزیل است که در ریو دو ژانیرو واقع شده‌است. گواپیمیریم ۳۵۶٫۵۶۶ کیلومتر مربع مساحت و ۶۱٬۳۸۸ نفر جمعیت دارد و ۴۸ متر بالاتر از سطح دریا واقع شده‌است.